# Ударно-кремнёвый замок

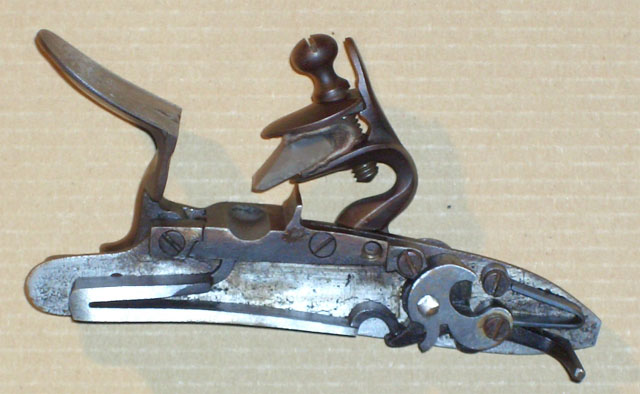
Внутренняя сторона замочной доски. Курок спущен, полка открыта

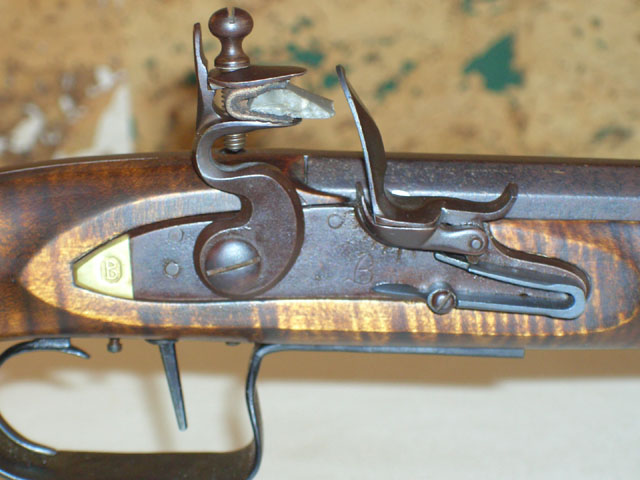
Курок на предохранительном взводе

Кремень высекает искру

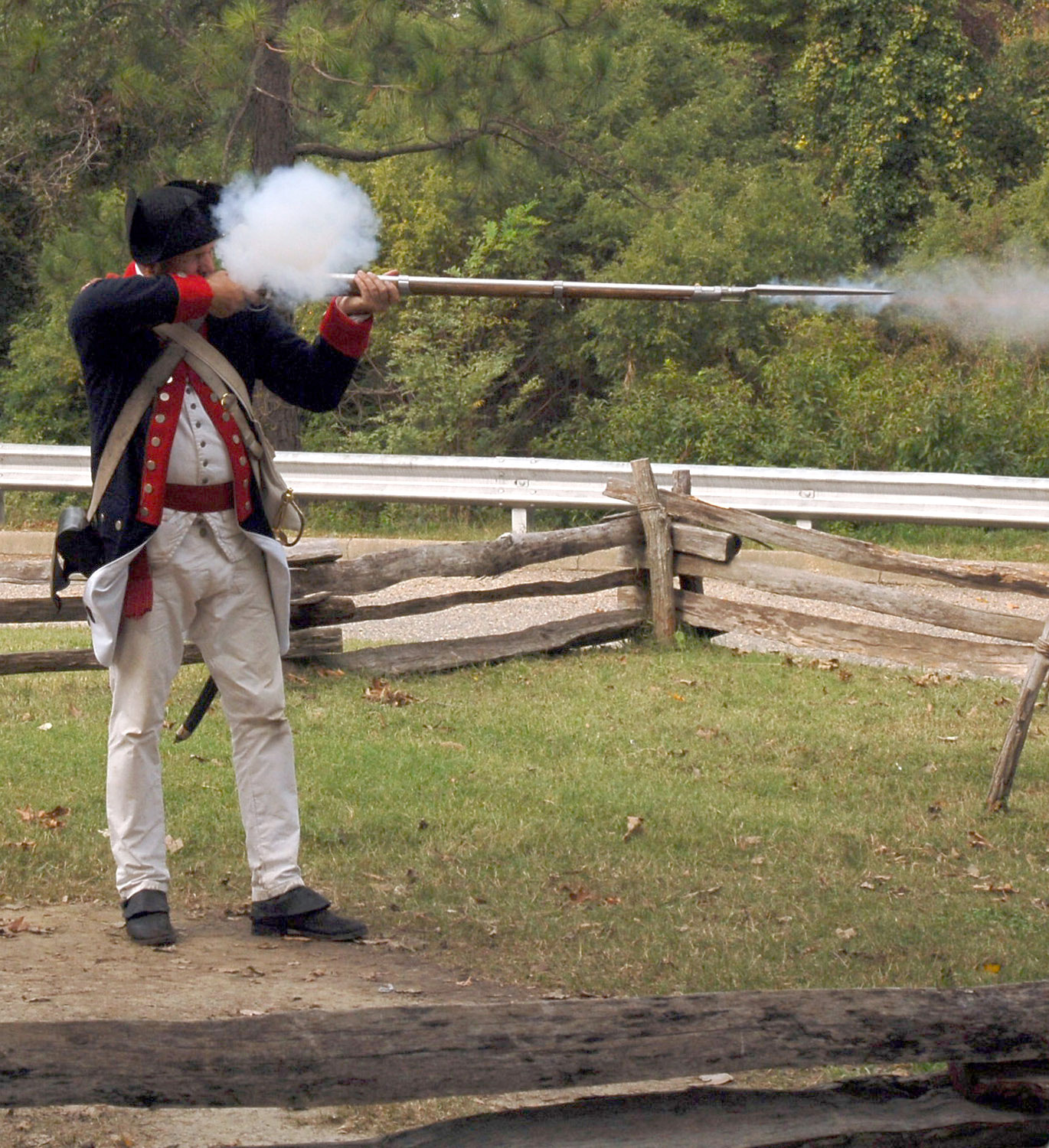
Произведён выстрел

Ударно-кремнёвый замок (кремнёво-ударный, кремнёвый) — устройство для воспламенения порохового заряда в огнестрельном оружии, в котором сноп искр для воспламенения порохового заряда получается путём однократного удара кремня по кресалу. Оружие, в котором используется замок такого типа, также называется кремнёвым.

## Устройство и развитие
Ударный кремнёвый замок появился практически одновременно с колесцовым — не позже начала XVI века, предположительно, на Ближнем Востоке. ￼
Ударный замок, несмотря на свои преимущества, вытеснил фитильный и колесцовый механизмы только в первой трети XVII века, а затем повсеместно использовался в течение двух столетий, до появления капсюльных систем и унитарных патронов.
Ударным кремнёвым замком оснащались ружья, заряжаемые вручную порохом и пулей с дульной (передней) части ствола, который с другой стороны имел боковое (затравочное) отверстие для возможности воспламенения помещенного вовнутрь ствола пороха.
Воспламенение пороха в кремнёвом замке происходит от искры, производимой подпружиненным курком с зажатым в нём кусочком кремня, остро заточенным с переднего конца. Кремень должен высечь искру, ударившись о стальную пластину (огниво). Искра воспламеняет небольшое количество пороха (затравку), помещённое на полку у казённой части ствола. Через затравочное отверстие в стволе пламя достигает основного порохового заряда и происходит выстрел.
Кинематика и технология ударного замка значительно сложнее, чем фитильного и колесцового. Ударный способ получения искры потребовал намного более сильной боевой пружины, чем в фитильном замке, соответственно увеличились нагрузки на остальные детали механизма. Повысились требования к материалу и термообработке огнива, потому что с ним взаимодействовал твёрдый кремень, а не сравнительно мягкий пирит, как в колесцовом замке. Оказалось весьма непросто найти нужную форму огнива, чтобы кремень встречался с ним в нужной точке под оптимальным углом и высекал достаточно сильный сноп искр в нужном направлении. Спущенный курок не должен ударять по полке, чтобы не стряхнуть с неё затравочный порох. Пока не были разрешены все эти проблемы, ударный замок не имел решающих преимуществ перед старыми системами. Так, в 1620 году в Швеции ввели простейший вариант ударного замка для пехотных мушкетов, но очень скоро отказались от этой модернизации и вернулись к фитильному воспламенению: процент осечек оказался недопустимо высоким.

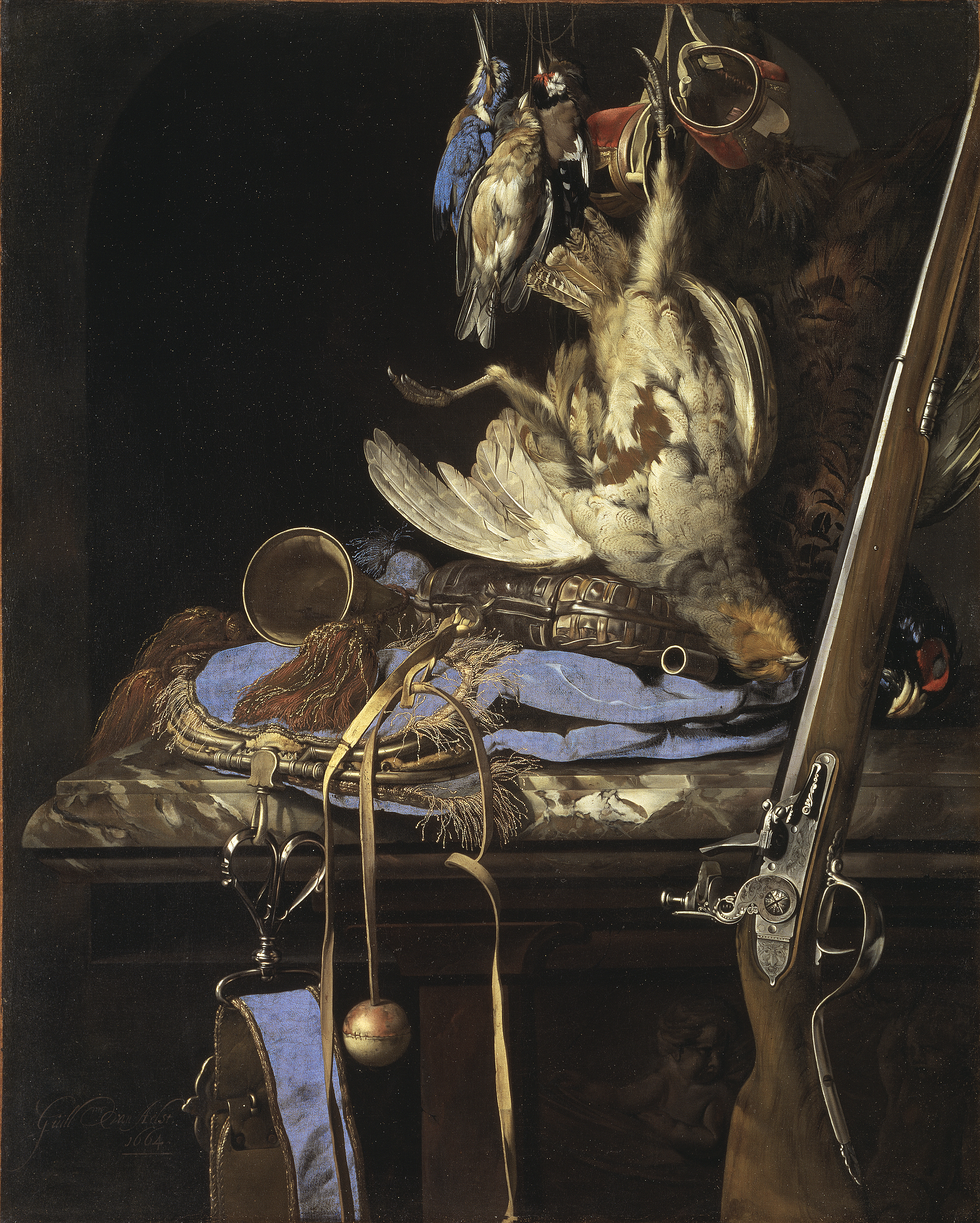
«Дичь и охотничье снаряжение». Картина работы Виллема ван Алста, 1664

Ударно-кремнёвый замок, пока он не усовершенствовался настолько, чтобы стать пригодным для массовой армии, применяли в основном в охотничьем оружии. Курок кремнёвого замка можно было не держать постоянно на взводе; кремнёвое ружьё не отпугивало добычу свечением и дымом, как фитильный мушкет. Недостатки же системы на охоте были не так существенны, как на поле боя.

## Разновидности
Из-за технологических особенностей кремнёвого замка его внедрение в разных регионах (и даже конструктивные особенности) зависело от имеющихся в данной местности ресурсов: наличия запасов кремня, состава местных железных руд (не всякий металл годился для боевых пружин и огнив), дефицита конопли и селитры, необходимых для фитилей.
По конструктивным особенностям различают две основных ветви развития ранних ударно-кремнёвых замков. Условно их называют средиземноморской и балтийской. Замки средиземноморской школы (в зарубежных источниках именуемые также "микелет"), распространённые в Испании, Италии, на Балканах, в Малой Азии, на Ближнем Востоке и на севере Африки, отличаются компактностью и вместе с тем массивностью деталей. Детали балтийских замков более тонкие и вытянуты в длину, что определяло габариты всего механизма. Эта школа развивалась на территориях германских и славянских государств, Скандинавии, Нидерландов. Обе школы породили множество вариантов и разновидностей механизма. В самых ранних конструкциях крышку полки нужно было перед выстрелом открывать рукой, затем в балтийских системах (шнапханах) появился довольно сложный механизм автоматического открывания полки при спуске курка, как в фитильных и колесцовых замках. Боевая пружина поначалу располагалась на наружной стороне замочной доски (это проще всего конструктивно), позже её начали ставить на внутреннюю сторону; пришлось усложнить спусковой механизм, зато пружину защитили от ударов и влаги, и т. д. В самых ранних испанских замках была реализована простая и логичная идея объединить огниво и крышку в одну деталь (позже её назвали «батареей»), но голландские и немецкие мастера в середине XVI века по какой-то причине от неё отказались.

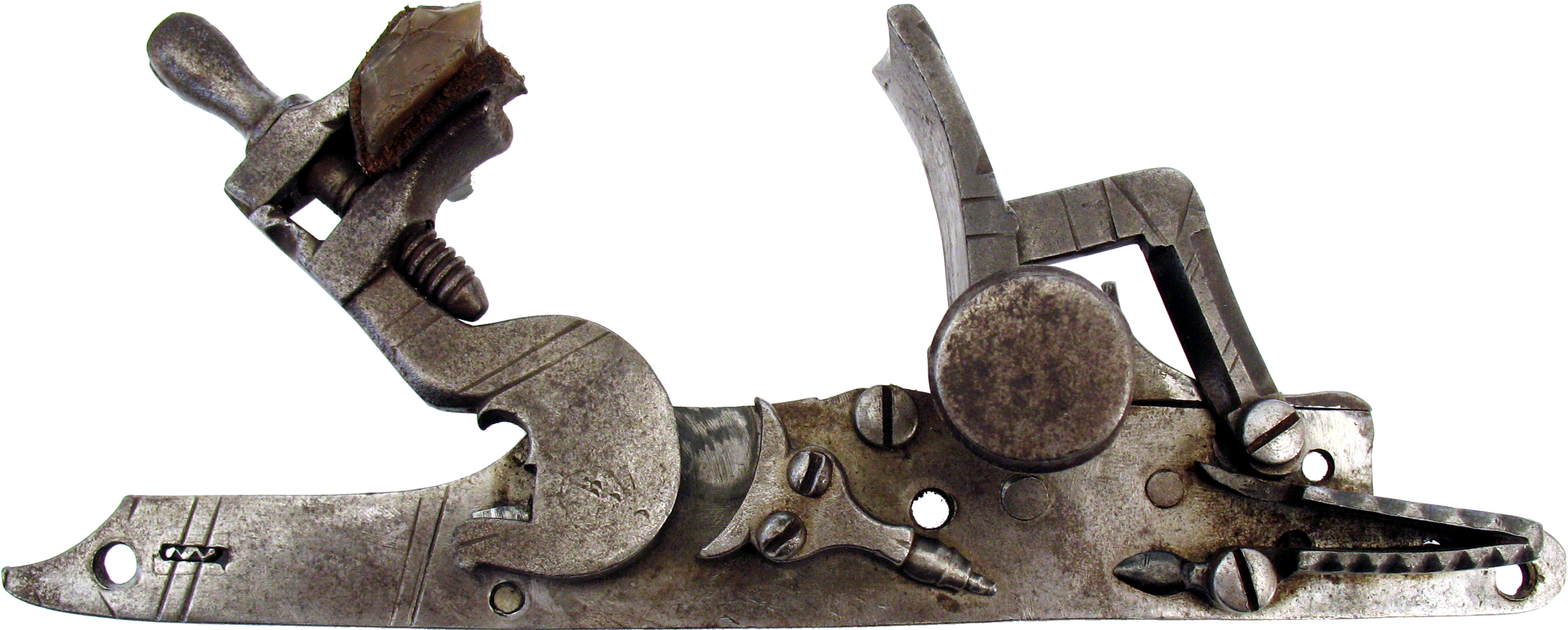
Шнапхан
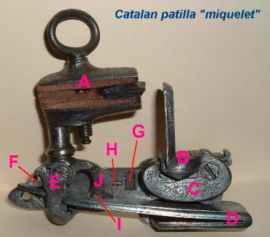
Микелет

В 1610 году французский оружейник из Лизье (Нормандия) Марэн Ле Буржуа (1550—1634), объединив лучшие черты средиземноморских и балтийских образцов, создал французский (батарейный) замок, который и распространился по всему миру на следующие три столетия, как основной механизм ручного огнестрельного оружия.
Кремнёвый замок не требовалось заводить ключом, как колесцовый (к тому же ключ было легко потерять), он был проще и дешевле. Кремень изнашивался намного меньше, чем относительно мягкий пирит, и менять его приходилось реже. За счёт облегчения процесса заряжания ружья скорострельность увеличилась до 2—3 выстрелов в минуту и более. Прусская пехота XVII века могла делать около 5 выстрелов в минуту, а отдельные стрелки и 7 выстрелов при 6 заряжаниях. Это достигалось дополнительными усовершенствованиями замка и ружья, и длительным обучением солдат.
|  | 1 — курок 2 — курковый винт 3 — верхняя губа курка 4 — кремень 5 — крышка (огниво) 6 — полка 7 — подогнивная пружина |

В то же время ударно-кремнёвый замок был склонен к частым осечкам и потому требовал внимания и ухода. Обычные причины осечки — стёртый или плохо закреплённый кремень, изношенное огниво, забитое нагаром затравочное отверстие. Затравочный порох на полке хоть и был защищён подпружиненной крышкой, но всё же со временем отсыревал и приходил в негодность. Поэтому держать оружие в заряженном состоянии долгое время было нельзя, порох на полке необходимо было периодически менять. При этом даже исправный замок мог давать до 15 осечек на 100 выстрелов.
Прочие недостатки ударного замка унаследованы им от прежних систем. Стрелок отмерял затравочный порох на глаз, и потому мог ошибиться и насыпать меньше или больше, чем нужно. Если к тому же порох на полку приходилось отсыпать из готовой навески (патрона), то и основной заряд получался разным от выстрела к выстрелу, и точности стрельбы это не улучшало. От спуска курка до собственно выстрела проходило довольно заметное время, причём неодинаковое, и это сильно усложняло прицельную стрельбу, особенно по движущейся цели. При выстреле над полкой образовывалось плотное облако порохового дыма, на время закрывавшее стрелку обзор.
Ружья и пистолеты с кремнёвым замком господствовали на полях сражений до первой четверти XIX века включительно. В гражданском обороте они оставались ещё дольше; так, ещё в 1884 году в России производились кремнёвые ружья.
В настоящее время во многих странах популярна охота с однозарядными кремнёвыми ружьями (точнее — их современными репликами) и развлекательная стрельба из них.

## Обращение
Чтобы подготовить кремнёвый замок к выстрелу, стрелок должен (зарядив собственно оружие, то есть забив в ствол пороховой заряд и пулю):
- поставить курок на предохранительный взвод;
- открыть крышку полки;
- если нужно, прочистить затравочное отверстие;
- насыпать на полку небольшую порцию пороха;
- закрыть крышку;
- поставить курок на боевой взвод.[комм. 3]

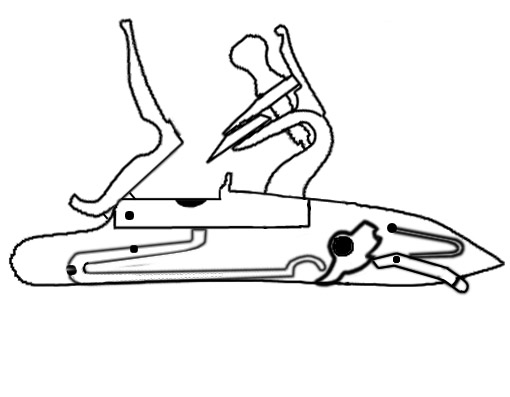
Кремнёвый замок: курок спущен, полка открыта
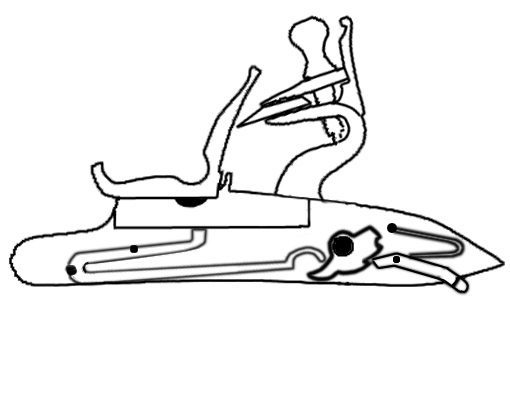
Курок на предохранительном взводе, полка заряжена
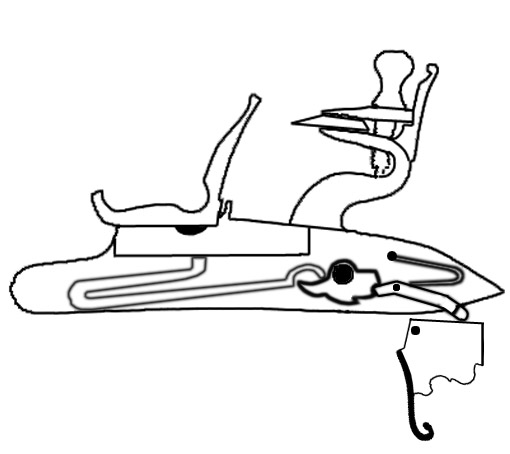
Курок на боевом взводе. Замок готов к стрельбе

## Полный цикл заряжания и стрельбы из дульнозарядного мушкета с кремнёвым замком
В конце XVII века был придуман несколько повысивший скорострельность бумажный патрон — готовая навеска пороха, упакованная вместе с пулей в бумажную просаленную обёртку.

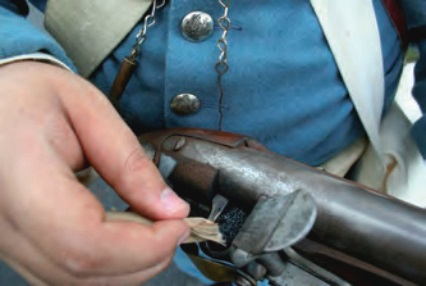
Необходимо насыпать на полку затравочную порцию пороха. Бумажный патрон, содержащий порох и пулю, надо разорвать зубами (в русской армии существовала команда «скуси патрон») и высыпать немного пороха на полку. Затем курок ставят на предохранительный взвод (что очень важно, поскольку преждевременный выстрел при заряжании гарантирует для стрелка тяжёлую травму), чтобы закрыть крышку полки
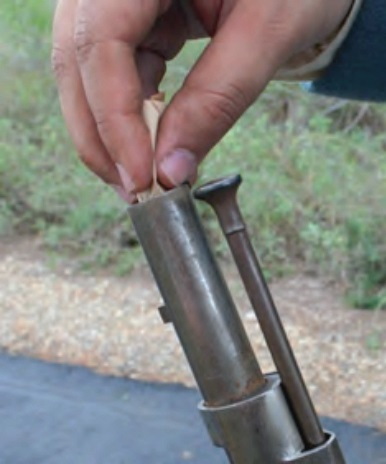
Бо́льшая часть пороха высыпается в ствол, после чего в ствол опускается пуля вместе с бумажной обёрткой патрона, которая используется в качестве пыжа
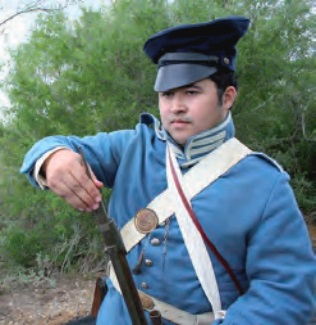
Всё это утрамбовывается шомполом. Для повышения скорострельности в боевой ситуации иногда обходились без шомпола и пулю досылали в казённую часть ствола ударом приклада по земле (в ущерб точности)
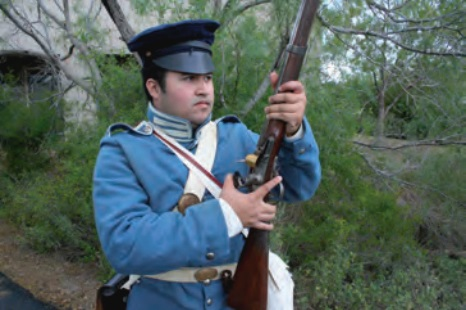
Курок ставится на боевой взвод.
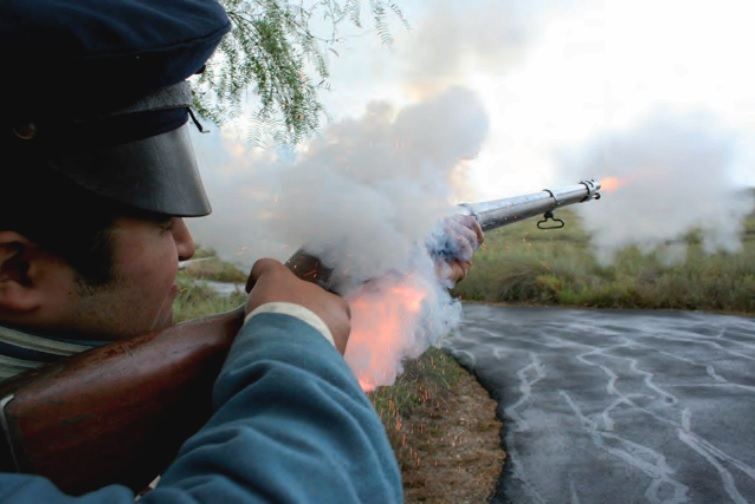
Производится выстрел